# (11754) Herbig
(11754) Herbig (2560 P-L) – planetoida z pasa głównego asteroid okrążająca Słońce w ciągu 4,9 lat w średniej odległości 2,88 j.a. Odkryta 24 września 1960 roku.